# 狂野的梦
〈狂野的梦〉（英語："Wildest Dreams"）是由美国创作歌手泰勒·斯威夫特为她的第五张录音室专辑《1989》创作的歌曲。由斯威夫特与歌曲的制作人马克斯·马丁和歇爾貝克共同创作，歌曲于2015年8月25日由大機器唱片及聯眾唱片作为《1989》的第五首单曲在电台发布。音乐上，歌曲是一首带有夢幻流行風格的民谣，斯威夫特在歌词中恳求她的情人记住她。
歌曲普遍获得樂评人的正面评价，他们称赞歌曲的影响和创作。继《1989》发布后，歌曲获得商业上的成功，凭借数位下载荣登美国、加拿大和澳大利亚的榜单。
2021年9月18日，泰勒絲在各大串流音樂平台上發布此歌曲的重錄版。

## 创作背景
斯威夫特与歌曲的制作人马克斯·马丁和歇爾貝克写了这首歌。在歌曲创作方面，斯威夫特表示：“如果我碰到跟我有联系的人，我的第一想法是：‘当这段经历结束时，我希望它能完满落幕。希望你还能很好地记住我。’这与我以往考虑感情的方式完全不同。如果事情成功了，那可是反常现象。”〈狂野的梦〉是一首民谣，评论家们把它与美國歌手拉娜·德雷的〈没有人〉（"Without You"）作比较。歌曲以降♭大调创作，速度为每分钟69拍的中板。斯威夫特在這首歌的音域从降E♭3大调跨越到降E♭5大调。

## 专业评价
Sputnikmusic称歌曲是一部“慷慨激昂的音乐作品”，尽管歌曲与拉娜·德雷的作品相近，但“所有的这一切确实能证明泰勒絲确实吸收到了它周围的当代作品的影响，并把他们塑造成一些令人印象深刻的原创作品。”PopMatters的科瑞·贝艾尔西（Corey Bealsey）被认为歌曲，“泰勒絲在文字上或多或少有着拉娜·德雷的印迹，用口技表演者的优势召唤出雷伊的喜怒无常和风情万种的气氛，从而主宰了这首歌。”影音俱乐部的玛拉·埃金（Marah Eakin）表示：“泰勒絲几乎把她的声线降了几级，跟她爽朗的自己比起来，听上去更像是粗暴的德雷。”《卫报》的亚历克西斯·佩特里蒂斯（Alexis Petridis）称赞拉娜·德雷的影响，理由是“泰勒絲转变成可怜的女性附属物，向她目前的坏男孩男友哭诉的角色引来了巨大的欢呼声。以是我幼稚式的鼓点推动音乐剧，歌曲将男人描绘成受害者，注定要在被所不慎丢失的事情所困扰中度过余生。《纽约时报》的评论指出，歌曲出现专辑中“最显著的声音调整”，“在副歌部分，她跳过一个八度，在撤回到掩盖下方之前，溅射出对废话的狂喜 。”
另一方面，AbsolutePunk的克雷格·曼宁（Craig Manning）驳回歌曲，“有点一次性”。《公告牌》的杰姆·阿斯瓦德（Jem Aswad）对歌曲与拉娜·德雷作品的相似点的评价中肯，他表示，“这很难说出歌曲是致敬还是模仿。”

## 音乐录影带

### 开发与拍摄

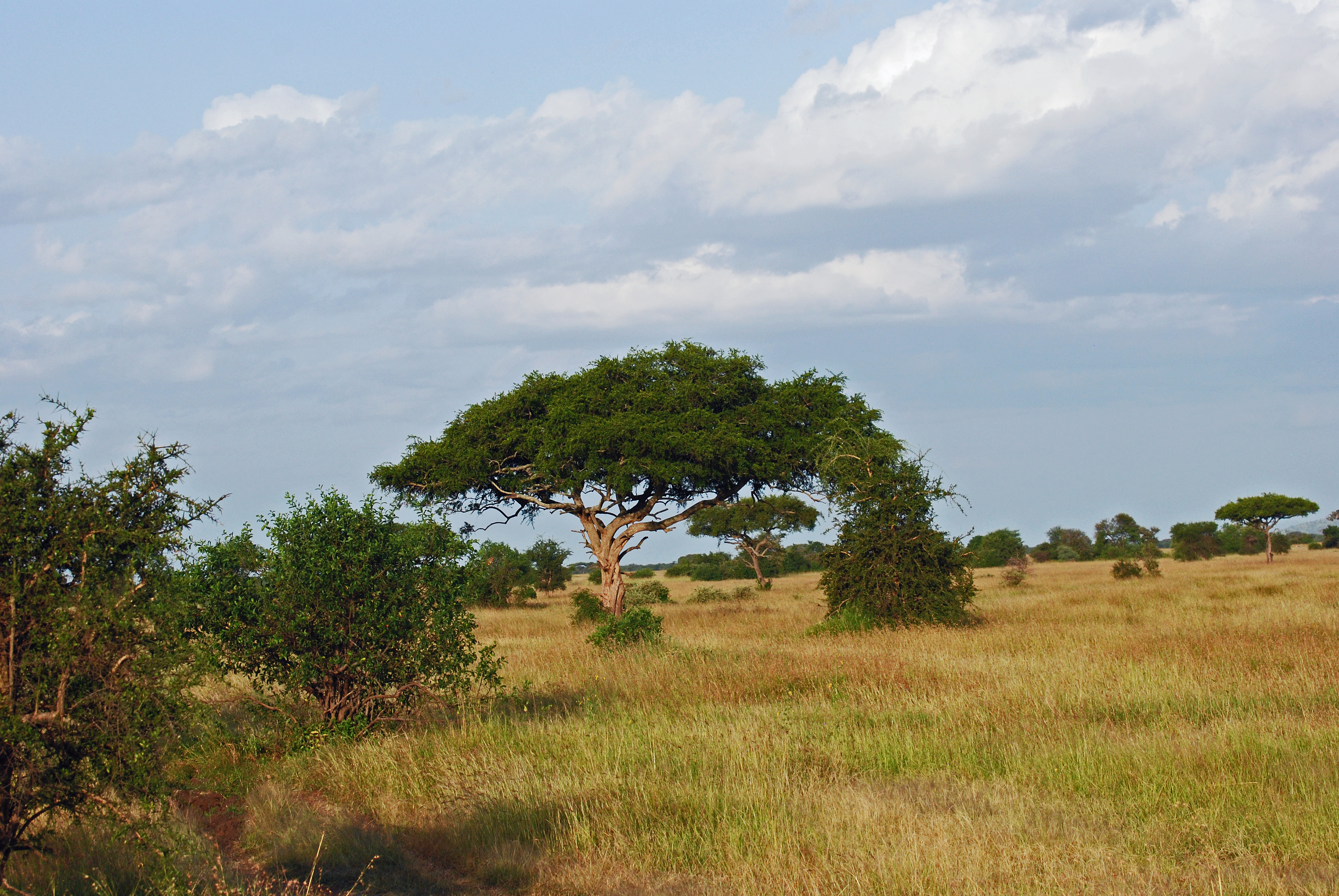
录影带部分取景于坦桑尼亚塞伦盖蒂。

伴奏音乐录影带由此前《1989》第二首和第四首单曲〈空格〉和〈敌对〉的导演约瑟夫·卡恩执导，于非洲和加利福尼亚州拍摄。录影带于2015年8月30日举行的2015年MTV音乐录影带大奖的暖场秀中首次在电视上播出。史考特·伊斯威特出现在录影带中。所有收益都捐赠给美国非洲公园基金会，用于野生动物保护工作。在录影带中，泰勒絲扮演了一位类似伊丽莎白·泰勒的女演员马乔里·芬恩（Majorie Finn），这个名字参考自她祖母的名字马乔里·芬利（Majorie Finlay），而斯科特·伊斯特伍德则扮演名叫罗伯特·金斯利（Robert Kingsley）的虚构人物，而泰勒絲的祖父名叫罗伯特，她的父亲的中间名是金斯利。卡恩表示录影带基于类似于伊丽莎白·泰勒和理查德·伯顿的经典好莱坞恋情，以及《非洲女王号》、《走出非洲》和《英国病人》等经典电影。

### 录影带概要
这部20世纪50年代风格的录影带追随着戴上黑色假发的泰勒，在塞伦盖蒂等非洲大草原上拍电影的剧情，在那儿她与男主角（由斯科特·伊斯特伍德扮演）产生恋情——参考自1985年电影《走出非洲》。视频穿插非洲野生动物和自然风光的镜头，包括阶梯瀑布和泰勒絲与狮子闲逛的镜头。经过在片场的一番搏斗后，这段恋情最终结束，录影带切至好莱坞的首映礼，泰勒絲在那儿看到伊斯特伍德跟他的妻子一齐出现。泰勒絲明显不高兴，但装作一副莫不关心的样子。在录影带的最后，她逃离首映礼，从豪华轿车一侧的后视镜中看到男主角跑上路。

### 评价
录影带的评价褒贬不一。《Slate》杂志的弗雷斯特·惠奇克曼（Forrest Whickman）发现录影带“有点吸引人”，“在与歌曲“即便是装样子”也与某人在一起缠绵的主题配合得很好。” 而音乐网站Idolator的迈克·瓦斯（Mike Wass）称录影带比泰勒絲之前的作品“更加努力”，并把它比作《走出非洲》、《英国病人》和《恋恋笔记本》等爱情电影。在表示视频“做得相当不赖”的同时，他还强调风景“提升了你的录影带的平均水平”。《滚石》杂志的专栏作家布列塔尼·斯帕诺斯（Brittany Spanos）表示视觉效果是“复古的好莱坞魅力外观”，而《华尔街日报》的布列塔尼·斯帕诺斯则称两位主角“意气风发”。贾斯丁·哈普（Justin Harp）是Digital Spy的专栏作家，他把录影带看成是“引人入胜的”，像〈敌对〉一样“发光”。
全国公共广播电台的薇薇安·鲁塔宾瓦（Viviane Rutabingwa）和詹姆斯·卡萨瓜·阿里奈维（James Kassaga Arinaitwe）批评录影带“代表着美艳版的白人殖民非洲的幻想”，忽略了殖民主义的残酷：“我们不完全责怪泰勒絲，但录影带幕后人员应该做进一步的研究。他们应该要考虑非洲人民的反应。享有特权的白人对非洲殖民地的怀恋，至少可以说是尴尬混乱的，更确切地讲是具有进攻性的。”《赫芬顿邮报》的劳伦·杜卡（Lauren Duca）批评录影带回归“白人殖民主义”，“泰勒絲所选的更大胆的选择，实际上体现了政治对一个地区及其人民的政治剥削。这真的很勇敢，几乎像邻近地区的真实狮子那样感性动人。”

## 榜单表现
歌曲于2014年11月15日周末作为《1989》的分曲目，首次进入美国《公告牌》百强单曲榜，排名第76。作为正式单曲发布，并在2015年MTV音乐录影带大奖暖场秀上发布伴随音乐录影带，截止2015年9月3日，歌曲以第15名重新进入百强榜单。歌曲还凭借83000份的销量（同比上周上涨981%）以第7名重新进入公告牌数字歌曲排行榜，最终最高排名为第5名。在公告牌电台单曲榜中，歌曲凭借4300万的听众人数，以第26名重新加入。
| 榜单（2015年-2016年）                | 最高 排位 |
| ------------------------------------ | --------- |
| 澳大利亚（澳大利亚唱片业协会單曲榜） | 4         |
| 比利时佛兰德（Ultratip榜外單曲榜）   | 58        |
| 比利时瓦隆（Ultratip榜外單曲榜）     | 46        |
| 加拿大（Canadian Hot 100）           | 10        |
| 加拿大（《告示牌》Canada AC）        | 47        |
| 加拿大（《告示牌》Canada CHR）       | 42        |
| 加拿大（《告示牌》Canada Hot AC）    | 33        |
| 法国（法國唱片出版業公會單曲榜）     | 132       |
| 匈牙利（四十強單曲榜）               | 35        |
| 愛爾蘭（愛爾蘭唱片音樂協會单曲榜）   | 63        |
| 新西兰（新西兰唱片音乐协会单曲榜）   | 8         |
| 英國（官方榜单公司單曲榜）           | 40        |
| 美国（《告示牌》百大單曲榜）         | 5         |
| 美國（《告示牌》成人當代單曲榜）     | 20        |
| 美國（《告示牌》Adult Pop Airplay）  | 18        |
| 美國（《告示牌》Pop Airplay）        | 19        |

| 榜单（2021年）                   | 最高 排位 |
| -------------------------------- | --------- |
| 捷克（電台百強單曲榜）           | 28        |
| 德国（德國官方單曲榜）           | 51        |
| 全球（Billboard Global 200）     | 170       |
| 葡萄牙（葡萄牙唱片業協會单曲榜） | 57        |
| 斯洛伐克（電台百強單曲榜）       | 47        |
| 瑞典（瑞典最熱榜）               | 53        |
| 瑞士（瑞士热门音乐榜）           | 53        |

| 榜單（2015年）                       | 排位 |
| ------------------------------------ | ---- |
| 澳大利亞（澳大利亞唱片業協會單曲榜） | 55   |
| 加拿大（加拿大百強單曲榜）           | 39   |
| 美國（《告示牌》百強單曲榜）         | 57   |
| 美國（《告示牌》當代成人單曲榜）     | 27   |
| 美國（《告示牌》成人四十強單曲榜）   | 28   |
| 美國（《告示牌》主流四十強單曲榜）   | 30   |

| 榜單（2016年）                     | 排位 |
| ---------------------------------- | ---- |
| 加拿大（加拿大百強單曲榜）         | 70   |
| 美國（《告示牌》百強單曲榜）       | 79   |
| 美國（《告示牌》當代成人單曲榜）   | 3    |
| 美國（《告示牌》成人四十強單曲榜） | 28   |

## 销量认证
| 地區                                  | 认证 | 认证单位/销量 |
| ------------------------------------- | ---- | ------------- |
| 澳大利亚（澳大利亚唱片业协会）        | 白金 | 70,000^       |
| 新西兰（新西兰唱片音乐协会）          | 白金 | 0*            |
| 美国（美國唱片業協會）                | 白金 | 1,000,000‡    |
| *僅含認證的實際銷量 ^僅含認證的出貨量 |      |               |

## 重錄版本
2021年9月17日，斯威夫特透过聯眾唱片惊喜发行了〈狂野的梦〉的重新录制版本〈狂野的梦 (重制版)〉（英語："Wildest Dreams (Taylor's Version)"），这是斯威夫特在其旧版唱片的母带所有权纠纷后重新录制的音乐的一部分。〈狂野的梦 (重制版)〉在马来西亚和新加坡的排行榜上名列前十，在爱尔兰名列前二十，在澳大利亚、加拿大、新西兰、英国和美国名列前四十。

### 背景和发行
在2019年与大机器唱片就包括《1989》在内的前六张专辑的母带权利发生纠纷后，斯威夫特宣布她将重新录制这几张专辑。2021年3月12日发布的2021年动画电影《野性精神》的预告片中透露了〈狂野的梦 (重制版)〉的首个片段。2021年5月17日，一个更长的1分59秒的片段被上传到梦工厂的官方YouTube频道。
2021年9月15日，随着2014年录制的原版歌曲在TikTok上成为热门趋势，〈狂野的梦〉在Spotify上获得了73.5万次播放，创下了该歌曲在流媒体服务上的单日最高播放量。9月16日，歌曲达到了75万次播放的新峰值。9月17日，斯威夫特在她的TikTok账户上发布了重新录制的歌曲桥段，作为上述趋势的一部分，并注明“如果你们想用我的版本的〈狂野的梦〉进行慢速变焦的趋势，她在这儿！”，随后接着“觉得可爱的话稍后可能会发行整首歌”，暗示了这首歌即将发行。在TikTok的短视频发布约一个小时后，这首歌在流媒体平台上发行。除了后来发行的下一张唱片《红 (重制版)》（2021年）外，斯威夫特通过她的社交媒体账户说，她看到〈狂野的梦〉在TikTok上登上热门趋势，认为歌迷应该有她的这首歌的版本。

### 商业表现
在不到四个小时内，〈狂野的梦 (重制版)〉在Spotify上获得了超过200万的流媒体播放量，轻松地超过了原始版本在该平台上的最大单日流媒体记录。在美国，在截至2021年9月23日的一周内，这首歌以840万次的播放量和13,400次的下载量在《公告牌》百强单曲榜上首登第37位。这首歌成为她在百强单曲榜上的第138首歌曲，也是她第81首进入前40名的歌曲，这使她与埃尔维斯·普雷斯利并列成为历史上拥有第三多的前40名歌曲的歌手，仅次于德雷克（143首）和李尔·韦恩（87首）。这首歌还在美国《公告牌》数字歌曲销售和流媒体歌曲排行榜上分别排名第3和第37名。〈狂野的梦 (重制版)〉在澳大利亚（28名）和新西兰（30名）的进入了前40名。它在匈牙利（29名）、英国（25名）和爱尔兰（15名）超过了原版的最高排行。在德国和瑞典，原版和重录版的榜单表现被结合在一起，〈狂野的梦〉分别达到了第51和53名。

### 制作人员
制作人员信息来自Tidal。
- Taylor Swift – 主要聲樂、詞曲創作、製作
- Christopher Rowe – 製作、聲樂工程
- Shellback – 製作、詞曲創作
- Max Martin – 詞曲創作
- Mattias Bylund – 錄音工程、編輯、弦樂編排、合成器
- Max Bernstein – 吉他、合成器、合成器編程
- Mike Meadows – 合成器、合成器編程
- Dan Burns – 合成器編程
- Matt Billingslea – 鼓、打擊樂
- Amos Heller – 貝斯
- Paul Sidoti – 吉他
- Mattias Johansson – 小提琴
- David Bukovinszky – 大提琴
- Serban Ghenea – 混音
- John Hanes – 工程
- Randy Merrill – 母帶工程

### 榜单表现
| 榜单（2021年–2022年）                     | 最高排行 |
| ----------------------------------------- | -------- |
| 澳大利亚（澳大利亚唱片业协会單曲榜）      | 28       |
| 加拿大（Canadian Hot 100）                | 01       |
| 加拿大（《告示牌》Canada AC）             | 33       |
| 歐洲（《告示牌》Euro Digital Song Sales） | 10       |
| 全球（Billboard Global 200）              | 25       |
| 希臘 (國際唱片業協會希臘分會)             | 64       |
| 匈牙利（四十強單曲榜）                    | 29       |
| 愛爾蘭（愛爾蘭唱片音樂協會单曲榜）        | 15       |
| 立陶宛 (AGATA)                            | 88       |
| 馬來西亞（馬來西亞唱片業協會）            | 10       |
| 荷兰（百强单曲榜）                        | 69       |
| 新西兰（新西兰唱片音乐协会单曲榜）        | 30       |
| 新加坡（新加坡唱片業協會）                | 5        |
| 南非 (南非唱片工業協會)                   | 63       |
| 英國（官方榜单公司單曲榜）                | 25       |
| 美国（《告示牌》百大單曲榜）              | 37       |
| 美國（《告示牌》成人當代單曲榜）          | 25       |

## 发行历史
| 地区   | 日期           | 格式            | 版本      | 唱片公司    | 参考   |
| ------ | -------------- | --------------- | --------- | ----------- | ------ |
| 美国   | 2015年8月31日  | 成人当代电台    | 原版      | 大机器 聯眾 | [ 1 ]  |
| 美国   | 2015年9月1日   | 當代流行電台    | 原版      | 大机器 聯眾 | [ 86 ] |
| 全球   | 2015年10月15日 | 数字下载 流媒体 | R3hab混音 | 大机器      | [ 87 ] |
| 意大利 | 2015年10月30日 | 电台播放        | 原版      | 环球        | [ 88 ] |
| 全球   | 2021年9月17日  | 数字下载 流媒体 | 重制版    | 聯眾        | [ 74 ] |